# Eldridge (Iowa)
Eldridge és una població dels Estats Units a l'estat d'Iowa. Segons el cens del 2000 tenia 4.159 habitants.

## Demografia
Segons el cens del 2000, Eldridge tenia 4.159 habitants, 1.501 habitatges, i 1.179 famílies. La densitat de població era de 170,8 habitants/km².
Dels 1.501 habitatges en un 44,3% hi vivien nens de menys de 18 anys, en un 64,8% hi vivien parelles casades, en un 11,3% dones solteres, i en un 21,4% no eren unitats familiars. En el 18% dels habitatges hi vivien persones soles el 5,5% de les quals corresponia a persones de 65 anys o més que vivien soles. El nombre mitjà de persones vivint en cada habitatge era de 2,77 i el nombre mitjà de persones que vivien en cada família era de 3,15.
Per edats la població es repartia de la següent manera: un 31,5% tenia menys de 18 anys, un 7% entre 18 i 24, un 30,2% entre 25 i 44, un 23,8% de 45 a 60 i un 7,5% 65 anys o més.
L'edat mediana era de 35 anys. Per cada 100 dones de 18 o més anys hi havia 92 homes.
La renda mediana per habitatge era de 54.167 $ i la renda mediana per família de 62.401 $. Els homes tenien una renda mediana de 45.407 $ mentre que les dones 23.285 $. La renda per capita de la població era de 21.514 $. Entorn del 3,2% de les famílies i el 4,5% de la població estaven per davall del llindar de pobresa.

## Poblacions més properes
El següent diagrama mostra les poblacions més properes.

## Municipi agermanat
- Schönberg (Holstein)